# 22550 Jonsellon
22550 Jonsellon è un asteroide della fascia principale. Scoperto nel 1998, presenta un'orbita caratterizzata da un semiasse maggiore pari a 2,3323833 UA e da un'eccentricità di 0,1277323, inclinata di 6,92218° rispetto all'eclittica.